# Хусто Хосе де Уркіса
Ху́сто Хосе́ де Уркі́са-і-Гарсі́я (ісп. Justo José de Urquiza y García ісп. вимова: [ˈxusto xoˈse ðe wɾˈkisa]; 18 жовтня 1801 — 11 квітня 1870) — аргентинський генерал і політик, який займав посаду президента Аргентинської конфедерації з 1854 до 1860 року.

## Біографія
Займав посаду губернатора провінції Ентре-Ріос за часів врядування Хуана Мануеля де Росаса, який був губернатором Буенос-Айреса з повноваженнями, делегованими іншими провінціями. Росас неодноразово просив відставки у інших губернаторів, але це було лише політичним кроком: він розумів, що ці прохання відхилятимуться. Проте, у 1851 році Уркіса, занепокоєний економічними й політичними утисками з боку Буенос-Айреса, відкликав повноваження Росаса щодо провінції Ентре Ріос. Після цього Уркіса відновив торгівлю, оминаючи порт Буенос-Айреса. Потім він звернувся до Росаса з пропозицією розробки конституції, ідею якої останній неодноразово відкидав, відкинув і цього разу. За підтримки бразильських та уругвайських лібералів Уркіса створив «Велику Армію», за допомогою якої змусив Мануеля Орібе зняти тривалу облогу з Монтевідео у жовтні 1851 року. 3 лютого 1852 року у битві під Касеросом був змушений здатись і Росас. Провінції, які до цього продовжували підтримувати останнього, перейшли на бік Уркіса й підтримали проєкт створення Національної конституції.
У травні 1852 року Уркіса став тимчасовим правителем Аргентинської Конфедерації. У 1853 році Конституційна асамблея прийняла конституцію, що базувалась, в основному, на ідеях Хуана Батісти Альберді. Відповідно до нової конституції Уркіса вступив у посаду президента у березні 1854 року.
Упродовж його врядування були стабілізовані міжнародні відносини, запропоновано систему загальної освіти, розпочато будівництво залізниці. Однак його праця з національної консолідації зустріла спротив з боку деяких провінцій, зокрема Буенос-Айреса, яка вийшла зі складу конфедерації. Відкрите протистояння спалахнуло у 1859 році. Уркіса розбив провінційні сили під командуванням Бартоломе Мітре у жовтні 1859 року у битві під Сепедою, після чого Буенос-Айрес погодився повернутись до складу конфедерації.
Поправки до конституції, запропоновані Буенос-Айресом, були прийняті у 1860 році, але мир тривав недовго, й нове протистояння вилилось у громадянську війну. Уркіса зустрівся з армією Буенос-Айреса, яку знову очолив Мітре, у вересні 1861 році. Битва була нерішучою, але Уркіса був змушений піти з поля бою, віддавши перемогу опонентові. Після цього він виїхав до палацу Сан-Хосе, своєї резиденції в Ентре Ріосі, звідки управляв країною, допоки не був убитий у віці 69 років (разом зі своїми синами Хусто і Вальдіно) прибічниками його політичного супротивника й дисидента Рікардо Лопеса Хордана.